# Principio di piacere
In psicoanalisi, il principio di piacere (in tedesco Lustprinzip) rappresenta la ricerca istintiva del piacere e la spinta per evitare il dolore, al fine di soddisfare le esigenze biologiche e psicologiche. In particolare, il principio del piacere è la forza motrice che guida l'Es, che pretende una soddisfazione immediata
(tutto e subito).
Il principio di piacere stabilisce che, quando è possibile, l'energia venga scaricata senza indugio (ad esempio: ho fame, mangio). Il principio di realtà, invece, consente di scaricare piccole quantità di energia, ma solo dopo un certo lasso di tempo e seguendo una via indiretta: l'apparato mentale esamina la realtà e valuta varie azioni possibili da fare prima di permettere all'energia di scaricarsi.